# Мартин Вилхелм Кута
Мартин Вилхелм Кута (Пичен, 3. новембар 1867 — Фирстенфелдбрук, 25. децембар 1944) био је немачки математичар.
Кута је рођен у Пичену, у Горњој Шлезији (данашња Бичина, Пољска). Похађао је Унверзитет у Вроцлаву од 1885. до 1890. године, а своје студије је до 1894. године наставио у Минхену, где је постао асистент Валтера Франца Антона фон Дика. Почевши од 1898. године, провео је годину дана на Универзитету у Кембриџу. Кута је постао професор у Штутгарту 1911. године, где је остао до свог пензионисања, 1935. године.
Године 1901, заједно са Рунгеом, развио је Рунге-Кута метод, који се користи за решавање обичних диференцијалних једначина нумеричким путем. Такође је познат по Жуковски-Кута профилу и Кутином услову у аеродинамици.
Кута је умро у Фирстенфелдбруку, у Немачкој.